# 中華民國法務部
25°02′12″N 121°30′43″E / 25.03667°N 121.51194°E

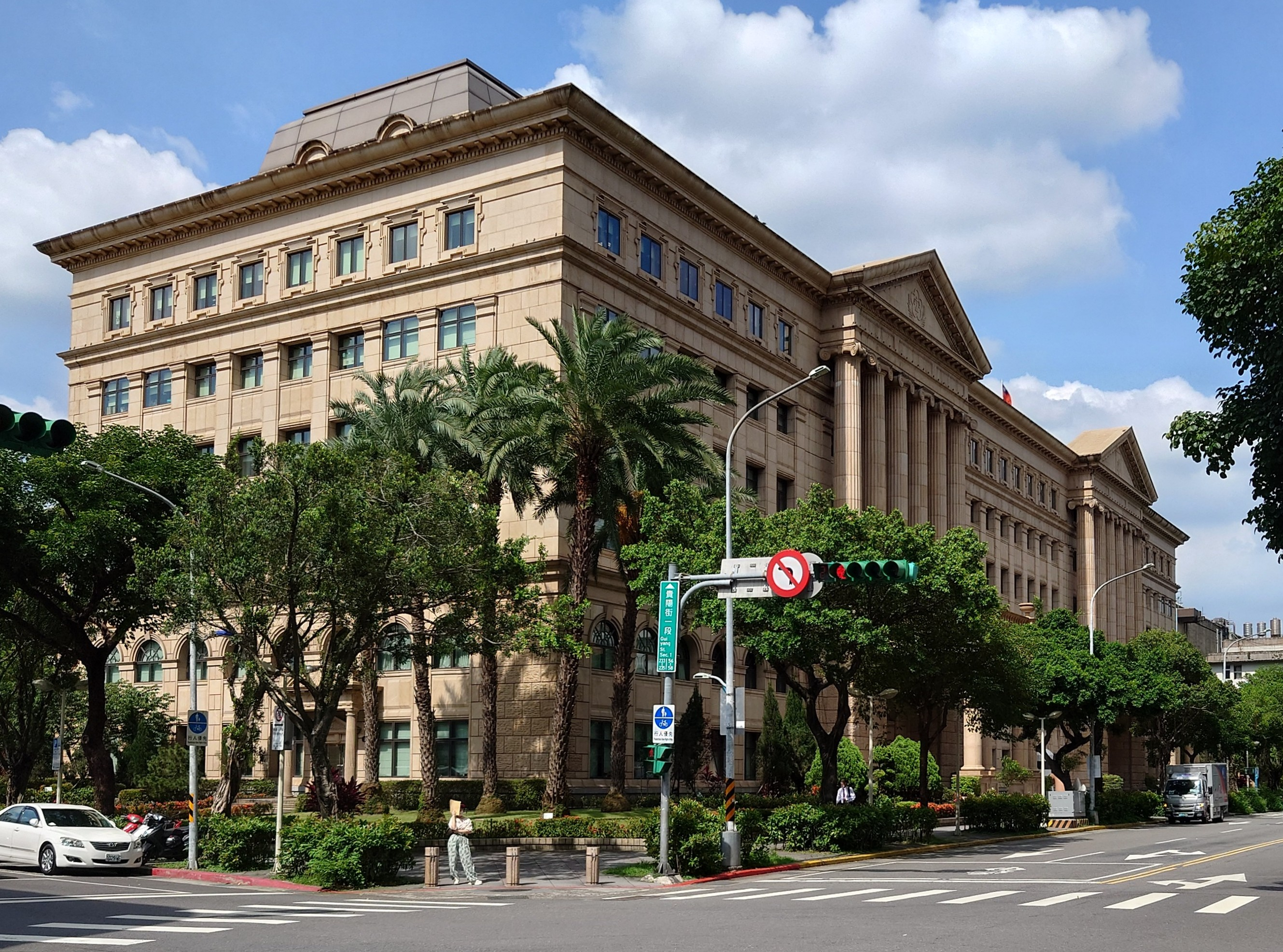
司法第二大廈，與臺灣高等法院民事庭、最高檢察署合署辦公

法務部為中華民國司法行政最高主管機關。本部位於臺北市中正區博愛特區內，與司法院為鄰，隔重慶南路與臺北市立大學博愛校區相望。除本部之外，法務部另轄調查局、廉政署、最高檢察署、臺灣高等檢察署、福建高等檢察署金門檢察分署、行政執行署、矯正署、司法官學院、法醫研究所以及所屬機關28個檢察機關與77個矯正機關等一共127個機關，本部暨所屬機關員工兩萬餘人。

## 沿革
法務部的最初前身，可追溯至古代六部中的「刑部」。清光緒32年（1906年），刑部改制為法部，成為司法行政最高機關。民國建立後，法部改制為「司法部」。國民政府成立後，於民國17年（1928年）11月16日成立「司法行政部」，隸屬於司法院；1944年後改隸屬行政院。民國69年（1980年）7月1日改為「法務部」。
1992年，法務部設立政風司，各政府機關的「人事室第二辦公室」（人二室）走入歷史。
為改革獄政和罪犯矯治專業化，於2010年9月1日修法設立矯正署，並在2011年元旦成立。為反貪和肅貪，另於2011年7月20日成立廉政署。2013年7月1日司法官訓練所改制為司法官學院。

## 組織架構
- 部長（1人，特任）
  - 政務次長（2人，比照簡任第十四職等）
  - 常務次長（1人，簡任第十四職等）
    - 主任秘書（1人，簡任第十二職等）
    - 參事（4人，簡任第十二職等）
    - 司長（6人，簡任第十二職等）
    - 處長（2人，簡任第十二職等）
    - 副司長（6人，簡任第十一職等）
    - 副處長（2人，簡任第十一職等）
    - 專門委員（10人，簡任第十職等至第十一職等）
    - 高級分析師（2人，簡任第十職等至第十一職等）
      - 科長（37人，薦任第九職等）
      - 秘書（8人，薦任第八職等至第九職等）（內4人得列簡任第十職等至第十一職等）
      - 視察（2人，薦任第八職等至第九職等）（內1人得列簡任第十職等至第十一職等）
      - 技正（1人，薦任第八職等至第九職等）
      - 專員（33人，薦任第七職等至第九職等）
      - 分析師（5人，薦任第七職等至第九職等）
      - 設計師（17人，薦任第六職等至第八職等）
      - 科員（42人，委任第五職等或薦任第六職等至第七職等）
      - 技士（2人，委任第五職等或薦任第六職等至第七職等）
        - 助理設計師（8人，委任第四職等至第五職等）（內4人得列薦任第六職等）
        - 助理員（3人，委任第四職等至第五職等）（內1人得列薦任第六職等）
        - 書記（4人，委任第一職等至第三職等）

### 業務單位
- 綜合規劃司：策略規劃科、管制考核科、政策研究科、協調服務科。
- 法制司：法制一科、法制二科、人權一科、人權二科。
- 法律事務司：法務一科、法務二科、法務三科、法務四科、法務五科、法務六科。
- 檢察司：考核科、刑事科、訴訟科、行政科。
- 保護司：社區矯治科、犯罪防治科、更生保護科、法治宣教科、被害保護科。
- 國際及兩岸法律司：國際科、兩岸科。
- 秘書處：文書科、庶務科、工程科、檔案科、綜合科。
- 人事處：企劃科、任免科、考訓科、給與科。
- 會計處：公務歲計科、審核執行科、會計綜合科、作業基金科。
- 統計處：檢察統計科、矯正統計科、綜合統計科。
- 資訊處：刑事系統科、共用系統科、行政服務科、設備網路科、企劃稽核科、訓練支援科。

## 直屬機關
法務部所屬機關分為檢察、調查、廉政、行政執行、矯正五大系統，合計附屬機關共127個。

### 檢察機關
檢察機關依法院審級，設最高檢察署、臺灣高等檢察署、臺灣高等檢察署臺中、臺南、高雄、花蓮檢察分署、福建高等檢察署金門檢察分署及22個地方檢察署（簡稱「地檢署」），基於檢察一體原則，由最高檢察署檢察總長依法指揮監督該署檢察官及高等檢察署以下各級檢察署及其檢察分署檢察官實施犯罪偵查、提起公訴、實行公訴、協助自訴、擔當自訴、指揮刑事裁判之執行及執行其他法令所定之職務。
- 最高檢察署：全國最高檢察機關，辦理第三審檢察事務。
  - 臺灣高等檢察署：本署隸屬法務部，並受最高檢察署之業務監督，辦理第二審檢察事務。
    - 智慧財產檢察分署
    - 臺中檢察分署
    - 臺南檢察分署
    - 高雄檢察分署
    - 花蓮檢察分署

  - 福建高等檢察署金門檢察分署：本署之行政業務由法務部直接監督，檢察業務隸屬最高檢察署指揮監督，本署則督導金門地檢署及連江地檢署之檢察業務。
    - 福建金門地方檢察署
    - 福建連江地方檢察署

### 調查機關
法務部調查局主要業務包括執行國家安全維護、機關保防、貪瀆、賄選、重大經濟犯罪、毒品犯罪及洗錢等之調查防制事項。依法務部調查局組織法第13條規定：該局為實施全國性調查、保防業務，得於各省（市）、縣（市）及重要地區，設調查處、調查站或工作站。
- 法務部調查局：轄屬各調查處、站。

### 廉政署及政風機構
法務部廉政署辦理國家廉政政策規劃，執行反貪、防貪及肅貪業務，掌理事項包含政風機構業務督導及政風機構組織、人員管理之擬議及執行。各機關政風機構，依據政風機構人員設置條例，掌理機關員工貪瀆不法之預防、發掘及檢舉案件處理、公務機密、機關安全維護等有關政風事項。
- 法務部廉政署：轄下偵查文官跟政務官以及監督各行政機關的政風管理機構。

### 行政執行機關
法務部行政執行署主要執掌為關於公法上金錢給付義務強制執行聲明異議之決定及有關監督、審核、協調、聯繫等事項。
- 法務部行政執行署：轄屬各分署。

### 矯正機關
法務部矯正署所屬51個犯罪矯正機關依性質可分為監獄、矯正學校、看守所、少年觀護所及戒治所等五類。
- 法務部矯正署：轄屬各監獄、看守所、戒治所、少年觀護所、少年矯正學校。

### 法務部司法官學院
法務部司法官學院（簡稱司法官學院）為中華民國法務部下屬的司法人員教育訓練機構，最初成立於1914年。負責中華民國新進司法官（即書記官、檢察官、檢察事務官）的職前養成訓練或在職專業培訓。

### 法務部法醫研究所
法務部法醫研究所為中華民國法務部所屬機構，成立於1998年7月1日，負責台灣法醫訓練、鑑驗和技術發展工作。

## 歷任部長

### 司法部司法總長（南京臨時政府）
| 任別 | 姓名               | 就職時間     | 卸任時間      |
| ---- | ------------------ | ------------ | ------------- |
| 1    | 伍廷芳 (1842–1922) | 1912年1月3日 | 1912年3月12日 |

### 司法部司法總長（北洋政府）
| 任別 | 姓名               | 就職時間       | 卸任時間       |
| ---- | ------------------ | -------------- | -------------- |
| 1    | 王寵惠 (1881–1958) | 1912年3月29日  | 1912年7月14日  |
| 2    | 許世英 (1873–1964) | 1912年7月26日  | 1913年9月4日   |
| 代理 | 王式通 (1863–1931) | 1912年7月      | 1912年7月      |
| 3    | 梁啟超 (1873–1929) | 1913年9月11日  | 1914年2月20日  |
| 代理 | 汪守珍 (1875–1946) | 1912年7月      | 1912年9月      |
| 4    | 章宗祥 (1879–1962) | 1914年2月20日  | 1916年6月29日  |
| 代理 | 張國淦 (1876–1959) | 1916年6月30日  | 1916年8月25日  |
| 代理 | 江庸 (1878–1960)   | 1916年8月26日  | 1917年6月29日  |
| 5    | 張耀曾 (1885–1938) | 1916年6月30日  | 1917年6月24日  |
| 代理 | 徐謙 (1871–1940)   | 1917年6月8日   | 1917年6月16日  |
| 代理 | 江庸               | 1917年6月16日  | 1917年6月28日  |
| 6    | 江庸               | 1917年6月29日  | 1917年7月2日   |
| 7    | 林長民 (1876–1925) | 1917年7月17日  | 1917年11月30日 |
| 8    | 江庸               | 1917年12月1日  | 1918年3月23日  |
| 9    | 朱深 (1879–1943)   | 1918年3月29日  | 1920年7月24日  |
| 代理 | 張一鵬 (1873–1944) | 1920年7月24日  | 1920年8月11日  |
| 10   | 董康 (1867–1947)   | 1920年8月11日  | 1921年12月24日 |
| 11   | 王寵惠             | 1921年12月24日 | 1922年9月19日  |
| 代理 | 董康               | 1921年12月24日 | 1922年4月22日  |
| 代理 | 羅文榦 (1888–1941) | 1922年4月22日  | 1922年6月12日  |
| 12   | 張耀曽             | 1922年8月5日   | 1922年9月19日  |
| 13   | 徐謙               | 1922年9月19日  | 1922年11月29日 |
| 14   | 許世英             | 1922年11月29日 | 1923年1月4日   |
| 15   | 王正廷 (1882–1961) | 1923年1月4日   | 1923年1月12日  |
| 16   | 程克 (1878–1936)   | 1923年1月12日  | 1924年1月12日  |
| 17   | 王寵惠             | 1924年1月12日  | 1924年9月14日  |
| 代理 | 薛篤弼 (1892–1973) | 1924年1月12日  | 1924年9月14日  |
| 18   | 張國淦             | 1924年9月14日  | 1924年10月31日 |
| 19   | 張耀曾             | 1924年10月31日 | 1924年11月24日 |
| 20   | 章士釗 (1881–1973) | 1924年11月24日 | 1925年5月12日  |
| 21   | 楊庶堪 (1881–1942) | 1925年7月28日  | 1925年12月31日 |
| 22   | 馬君武 (1881–1940) | 1925年12月31日 | 1926年3月4日   |
| 23   | 盧信 (1885–1933)   | 1926年3月4日   | 1926年4月17日  |
| 代理 | 王文豹 (1873–?)    | 1926年4月19日  | 1926年5月13日  |
| 24   | 張國淦             | 1926年5月13日  | 1926年7月6日   |
| 25   | 羅文榦             | 1926年7月6日   | 1927年6月19日  |
| 26   | 姚震 (1885–1935)   | 1927年6月20日  | 1928年2月25日  |
| 27   | 王蔭泰 (1886–1961) | 1928年2月25日  | 1928年6月3日   |

### 廣州軍政府時期
| 任次 | 姓名             | 就職時間   | 卸任時間  | 備註                |
| ---- | ---------------- | ---------- | --------- | ------------------- |
| 1    | 徐謙 (1871–1940) | 1926年11月 | 1927年8月 | 武漢國民政府 司法部 |

### 司法行政部部長（司法院時期）
| 任別 | 姓名               | 出身 | 就職時間  | 卸任時間 |
| ---- | ------------------ | ---- | --------- | -------- |
| 1    | 王寵惠 (1881–1958) | 學者 | 1927年    | 1928年   |
| 代理 | 魏道明 (1899–1978) | 學者 | 1928年    | 1928年   |
| 代理 | 蔡元培 (1868–1940) | 學者 | 1928年    | 1930年   |
| 代理 | 朱履龢 (1877–1945) | 學者 | 1930年    | 1931年   |
| 2    | 羅文榦             | 學者 | 1931年    | 1934年   |
| 3    | 居正 (1876–1951)   | 學者 | 1934年    | 1934年   |
| 4    | 王用賓 (1881–1944) | 學者 | 1934年    | 1937年   |
| 5    | 謝冠生 (1897–1971) | 學者 | 1937年8月 | 1944年   |

### 司法行政部部長（行政院時期）[7]
| 任別 | 姓名                    | 出身         | 就職時間      | 卸任時間      |
| ---- | ----------------------- | ------------ | ------------- | ------------- |
| 1    | 謝冠生                  | 學者         | 1944年        | 1948年12月    |
| 2    | 梅汝璈 (1904–1973)      | 律師／軍法官 | 未到任        |               |
| 代理 | 趙琛 (1899–1969)        | 學者         | 1949年1月3日  |               |
| 3    | 張知本 (1881–1976)      | 學者         | 1949年4月4日  | 1949年12月    |
| 4    | 林彬 (1893–1958)        | 學者         | 1950年3月16日 | 1954年6月1日  |
| 5    | 谷鳳翔 (1906/1907–1989) | 學者         | 1954年6月1日  | 1960年6月1日  |
| 6    | 鄭彥棻 (1902–1990)      | 學者         | 1960年6月1日  | 1967年12月6日 |
| 7    | 查良鑑 (1904–1994)      | 學者         | 1967年12月6日 | 1970年7月10日 |
| 8    | 王任遠 (1910–1996)      | 學者         | 1970年7月10日 | 1976年6月11日 |
| 9    | 汪道淵 (1913–2011)      | 軍法官       | 1976年6月11日 | 1978年6月1日  |
| 10   | 李元簇 (1923–2017)      | 法官/學者    | 1978年6月1日  | 1980年7月1日  |

### 法務部部長
| 任別 | 肖像 | 姓名               | 政黨       | 出身                   | 就職時間       | 卸任時間       |
| ---- | ---- | ------------------ | ---------- | ---------------------- | -------------- | -------------- |
| 1    |      | 李元簇 (1923–2017) | 中國國民黨 | 法官、學者             | 1980年7月1日   | 1984年6月1日   |
| 2    |      | 施啟揚 (1935–2019) | 中國國民黨 | 學者                   | 1984年6月1日   | 1988年7月23日  |
| 3    |      | 蕭天讚 (1934–2017) | 中國國民黨 | 法官、立法委員         | 1988年7月23日  | 1989年10月7日  |
| 代理 |      | 呂有文 (1926–1999) | 無黨籍     | 法官、檢察官           | 1989年10月7日  | 1989年11月27日 |
| 4    |      | 呂有文 (1926–1999) | 無黨籍     | 法官、檢察官           | 1989年11月27日 | 1993年2月27日  |
| 5    |      | 馬英九 (1950–)     | 中國國民黨 | 學者                   | 1993年2月27日  | 1996年6月10日  |
| 6    |      | 廖正豪 (1946–2022) | 中國國民黨 | 學者、調查局長         | 1996年6月10日  | 1998年7月15日  |
| 7    |      | 城仲模 (1938–)     | 無黨籍     | 學者                   | 1998年7月15日  | 1999年2月1日   |
| 8    |      | 葉金鳳 (1943–)     | 中國國民黨 | 法官                   | 1999年2月1日   | 2000年5月20日  |
| 9    |      | 陳定南 (1943–2006) | 民主進步黨 | 宜蘭縣縣長／立法委員   | 2000年5月20日  | 2005年2月1日   |
| 10   |      | 施茂林 (1950–)     | 無黨籍     | 檢察官                 | 2005年2月1日   | 2008年5月20日  |
| 11   |      | 王清峰 (1952–)     | 無黨籍     | 監察委員／律師         | 2008年5月20日  | 2010年3月12日  |
| 代理 |      | 黃世銘 (1950–)     | 無黨籍     | 檢察官                 | 2010年3月12日  | 2010年3月22日  |
| 12   |      | 曾勇夫 (1943–)     | 無黨籍     | 檢察官                 | 2010年3月22日  | 2013年9月10日  |
| 代理 |      | 陳明堂 (1950–)     | 無黨籍     | 檢察官/政務次長        | 2013年9月11日  | 2013年9月30日  |
| 13   |      | 羅瑩雪 (1951–2021) | 無黨籍     | 政務委員／律師         | 2013年9月30日  | 2016年5月20日  |
| 14   |      | 邱太三 (1956–)     | 民主進步黨 | 檢察官／律師／立法委員 | 2016年5月20日  | 2018年7月16日  |
| 15   |      | 蔡清祥 (1953–)     | 無黨籍     | 檢察官／調查局局長     | 2018年7月16日  | 2024年5月20日  |
| 16   |      | 鄭銘謙 (1958–)     | 無黨籍     | 臺北地檢署檢察長       | 2024年5月20日  | 現任           |

## 辦公廳舍

### 部本部

#### 司法新廈
- 位於臺北市中正區重慶南路一段130號，為法務部駐地，與臺北地院、臺北地檢署合署辦公。

#### 司法第二大廈
- 位於臺北市中正區貴陽街一段235號，為法務部第二辦公室，同時與臺灣高等法院民事庭、最高檢察署合署辦公。

### 檢察機關

#### 臺灣高等檢察署
- 主要位於臺北市中正區重慶南路一段124號司法大廈，鄰近總統府及北一女中，並與司法院、臺灣高等法院刑事庭等合署辦公。

#### 福建高等檢察署金門檢察分署
- 位於金門縣金城鎮民權路178號4樓，與金門地院、金門高分院和金門地檢署合署辦公。

### 調查局
- 法務部調查局位於新北市新店區中華路74號，鄰近新店區公所站。

### 廉政署
- 法務部廉政署位於臺北市中正區博愛路166號，面對總統府的後側，並與國史館相望。

### 行政執行署
- 法務部行政執行署位於臺北市內湖區康寧路三段51號「法務部內湖聯合辦公大樓」7樓。

### 矯正署
- 法務部矯正署位於桃園市龜山區宏德新村180號，與臺北監獄相鄰。

### 司法官學院
- 法務部司法官學院舊稱司法官訓練所，位於臺北市大安區辛亥路三段81號，與台灣大學、大安運動中心相鄰。

### 法醫研究所
- 法務部法醫研究所位於新北市中和區民安街123號。

## 參閱
- 中華民國法律
- 中華民國金融監督管理委員會
- 爭議性司法案件審查中心(司法錯案(冤案)研究中心)
- 朱朝亮
- 美國法證科學院（英语：American Academy of Forensic Sciences）

## 外部連結
- 法務部全球資訊網 （繁體中文）（英文）
- 法務部法務統計資訊網 （页面存档备份，存于）
- 法務部法務資料庫出版品 （页面存档备份，存于）
- 法務通訊 （页面存档备份，存于）